# Uvereds landskommun
Uvereds landskommun var en tidigare kommun i dåvarande Skaraborgs län.

## Administrativ historik
Kommunen inrättades i Uvereds socken i Kållands härad i Västergötland när 1862 års kommunalförordningar trädde i kraft. 
Vid kommunreformen 1952 uppgick landskommunen i Järpås landskommun som 1969 uppgick i Lidköpings stad som 1971 ombildades till Lidköpings kommun.